# 黒木駅
黒木駅（くろきえき）は、かつて福岡県八女郡黒木町（現・八女市）大字今にかつて存在した、日本国有鉄道（国鉄）矢部線の駅（廃駅）である。開業時の告示による駅名の読みは、町名と同じ「くろぎ」であったが、それ以後の『停車場一覧』では一貫して「くろき」であった。
矢部線の終着駅で、駅所在地は黒木町の中心地区の北端部に当たり、廃止まで駅舎が残り委託駅員も配置されていた。この駅から先、線名の由来となった矢部村方面への延伸計画もあったが、廃線までに計画は成らなかった。
矢部線の廃止に伴い、1985年（昭和60年）4月1日に廃駅となった。

## 歴史
- 1945年（昭和20年）12月26日：矢部線の全線開通と同時に、一般駅として開業[1]。
- 1971年（昭和46年）2月20日：業務委託駅となる[3]。
- 1974年（昭和49年）10月1日：貨物取り扱い廃止[1]。この頃の1日あたり利用客は370人だった[2]。
- 1984年（昭和59年）2月1日：荷物取り扱い廃止[1]。
- 1985年（昭和60年）4月1日：矢部線の全線廃止に伴い、廃駅となる[1]。

## 駅構造
廃止時点では、単式ホーム1面1線を有し、駅舎を併設する業務委託駅であった。2人の国鉄OBが業務を行っていた。

## 駅周辺
終点駅という事もあり、駅前広場や観光案内板があるほか、数軒の茶店があった。
- 黒木のフジ（東500 m、祇園神社境内） - 天然記念物

## 現状

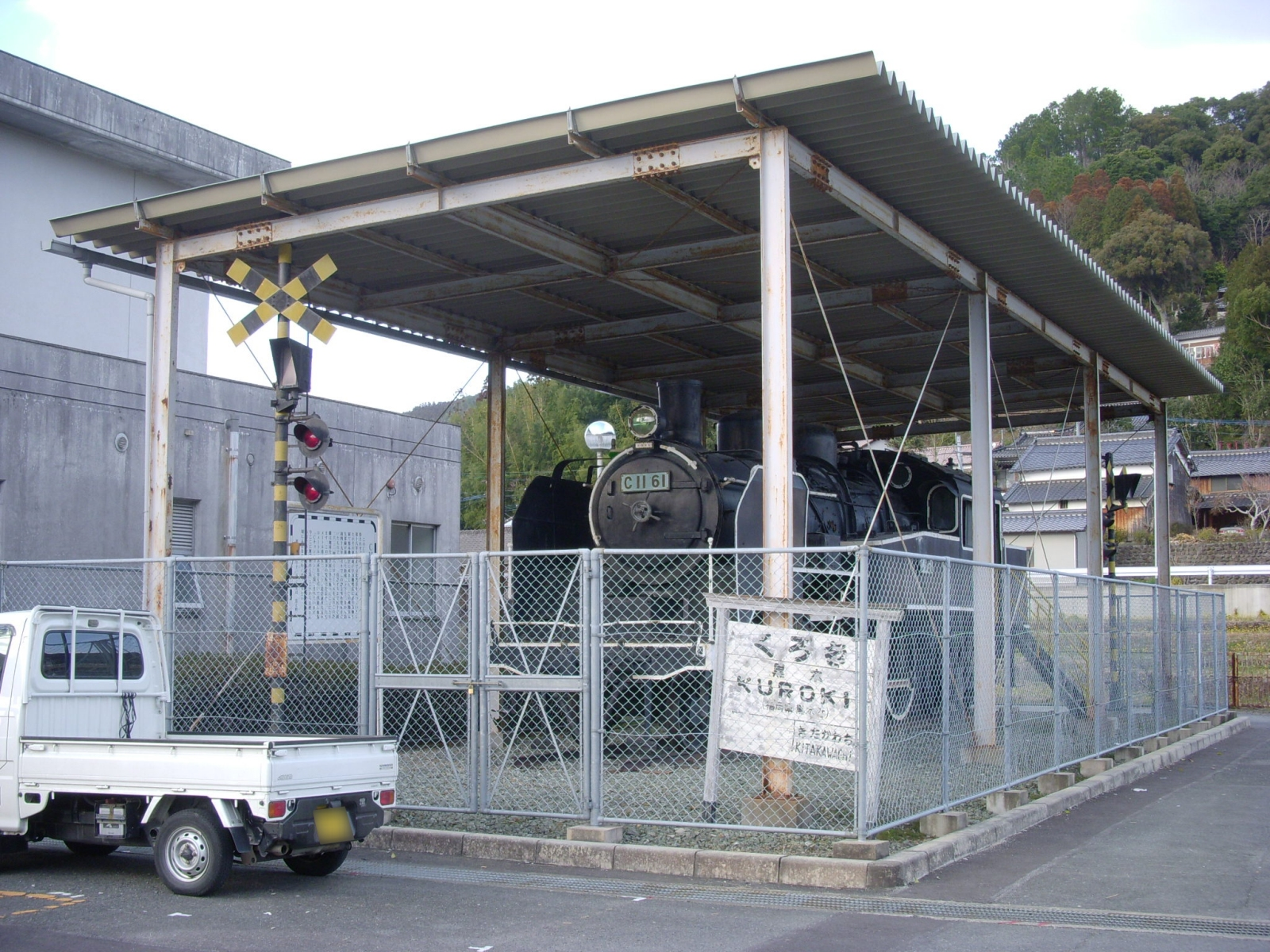
駅跡付近に保存展示していたC11 61（移設前。2008年2月）

駅舎・ホーム等は撤去され、交差点となっている。当駅の北側近くにC11形蒸気機関車（61号機）が駅名標とともに静態保存されている。
近くの堀川バス「中町」バス停には、2011年（平成23年）5月現在も「黒木駅前←→黒木」の隣接停留所表記が残る。

## 隣の駅
日本国有鉄道
矢部線
北川内駅 - 黒木駅